# Cerion coccineum
Cerion coccineum är en svampart som beskrevs av Massee & Rodway 1901. Cerion coccineum ingår i släktet Cerion och familjen Rhytismataceae.   Inga underarter finns listade i Catalogue of Life.